# Christian Friedrich Seybold

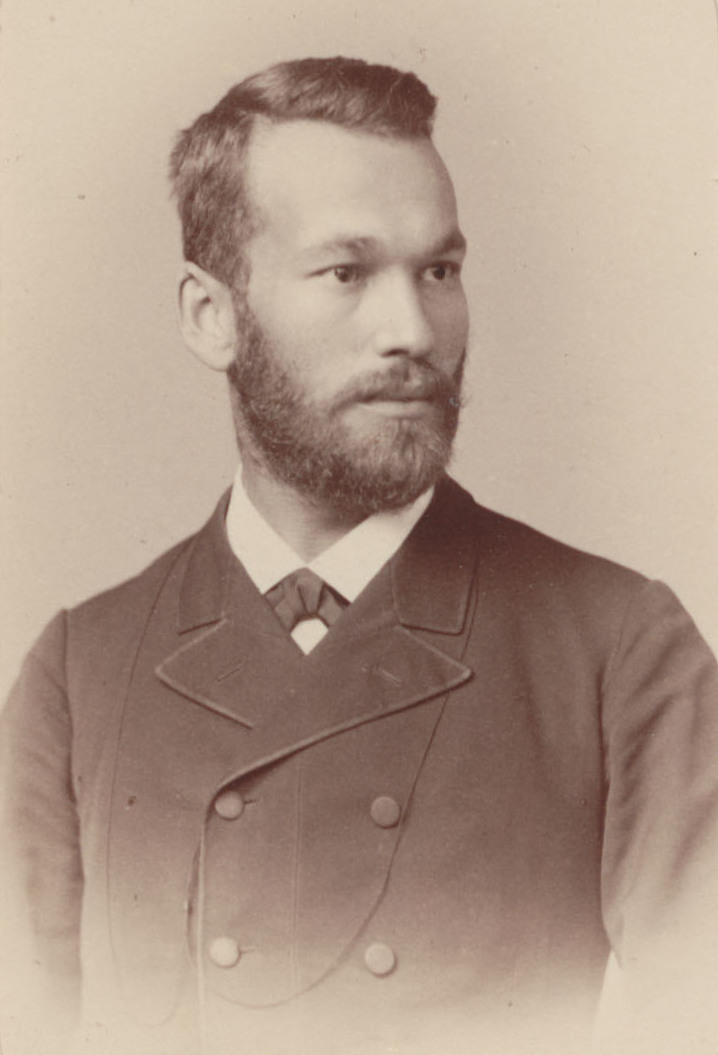
Christian Friedrich Seybold, 6. Februar 1894

Christian Friedrich Seybold (* 6. Januar 1859 in Waiblingen; † 27. Januar 1921 in Tübingen) war ein deutscher Orientalist und Professor an der Universität Tübingen.

## Leben und Wirken
Christian Friedrich Seybold wurde am 6. Januar 1859 in Waiblingen im württembergischen Remstal als Sohn des Küfermeisters Daniel Seybold und seiner Ehefrau Katharina geb. Böhringer geboren. Nach erfolgreicher Absolvierung des Landexamens konnte er die Evangelischen Seminare in Maulbronn und Blaubeuren besuchen und trat 1878 in das Evangelische Stift Tübingen ein. Hier studierte er Theologie und orientalische Sprachen. Sein Hauptinteresse lag schon sehr früh im Bereich der Orientalistik, hier prägten ihn insbesondere die Professoren Albert Socin, Rudolf von Roth und Alfred von Gutschmid. 1883 erfolgte die Promotion und die erste theologische Dienstprüfung. Anschließend verbrachte er einige Monate in zum Studium arabischer Handschriften in Spanien und arbeitete dann bis 1886 im Schuldienst als Repetent in Heilbronn und Maulbronn. Im Jahre 1886 wurde er Privatsekretär und Sprachlehrer des brasilianischen Kaisers Peter (Dom Pedro) II. (1825–1891), der sich neben seinem Regierungsamt vielseitigen privaten gelehrten Studien widmete. Seybold unterrichtete ihn in Hebräisch, Griechisch, Arabisch und Sanskrit und begleitete den Regenten auf seinen ausgedehnten Auslandsreisen. Nach dem Tod des Kaisers übernahm Seybold 1892 einen Lehrauftrag für Orientalistik an der Eberhard Karls Universität Tübingen. 1893 erfolgte die Habilitation, 1897 wurde Seybold außerordentlicher, 1901 ordentlicher Professor für Orientalistik in Tübingen.
In seiner wissenschaftlichen Arbeit betätigte sich Seybold hauptsächlich mit der Edition und Übersetzung arabischer Handschriften. Außerdem veröffentlichte er einen Katalog der arabischen Handschriften der Universitätsbibliothek Tübingen. Besonders bemerkenswert ist überdies seine auf den Aufenthalt in Brasilien zurückgehende Beschäftigung mit der indigenen Guarani-Sprache, die u. a. in Paraguay verbreitet ist.

## Werke (Auswahl)
- (als Herausgeber): Kitāb Asrār al-ʿarabīya / taʾlīf Kamāl-ad-Dīn Abi-'l-Barakāt ʿAbd-ar-Raḥmān Ibn-Muḥammad Ibn-Abī-Saʿīd al-Anbārī an-Naḥwī, Brill, Leiden 1886.
- Abañeeme. Guia práctica para aprender el idioma Guaraní, o. O. 1890.
- (als Herausgeber): Brevis Linguae Guarani Grammatica Hispanicae a Paulo Restivo secundum libros Antonii Ruiz de Montoya et Simonis Bandini, Kohlhammer, Stuttgart 1890.
- Linguae guarani grammatica, hispanice. A reverendo patre Jesuita Paulo Restivo secundum libros Antonii Ruiz de Montoya, Simonis Bandini aliorumque adjecto particularum lexico anno MDCCXXIV in civitate Sanctae Mariae Majoris edita et "Arte de la lengua guarani" inscripta, Kohlhammer, Stuttgart 1892.
- (als Herausgeber): Lexicon Hispano-Guaranicum "Vocabulario de la lengua Guarani" inscriptum a Paulo Restivo secundum Vocabularium Antonii Ruiz de Montoya anno MDCCXXII in Civitate S. Marie Majoris denuo ed. et adauctum, Kohlhammer, Stuttgart 1893.
- (als Herausgeber): Kitāb aš-Šamārīḫ fī ʿilm at-tārīḫ / taʾlīf al-Ǧalāl as-Suyūṭī (Die Dattelrispen über die Wissenschaft der Chronologie), Brill, Leiden 1894.
- (als Herausgeber): Ibn-al-Atîr's (Maǵd Aldîn al Mubârak) Kunja-Wörterbuch betitelt Kitâb al Muraṣṣa', Felber, Weimar 1896.
- Glossarium Latino-Arabicum. Ex unico qui exstat codice Leidensi undecimo saeculo in Hispania conscripto, Felber, Berlin 1910.
- (als Herausgeber): Die Drusenschrift: Kitab alnoqat Waldawair.  "das Buch der Punkte und Kreise" nach dem Tübinger und Münchener Codex, Kirchhain 1902.
- (als Übersetzer): Geschichte von Sul und Schumul. Unbekannte Erzählung aus Tausend und einer Nacht; nach dem Tübinger Unikum mit Handschrift-Facsimile,  Spirgatis, Leipzig 1902.
- (als Herausgeber): Historia Patriarcharum Alexandrinorum / Severus Ben el-Moqaffaʿ, Typographeo Catholico, Beryti 1904/1910.
- Verzeichnis der arabischen Handschriften der Königlichen Universitätsbibliothek Tübingen. Band 1 (Nr. 1–46), Tübingen 1907.
- (als Herausgeber): Severus ibn al Muqaffa'. Alexandrinische Patriarchen-Geschichte von S. Marcus bis Michael I 61–767; nach der ältesten 1266 geschriebenen Hamburger Handschrift im arabischen Urtext, Gräfe, Hamburg 1912 (Veröffentlichungen der Hamburger Stadtbibliothek, Band 3).
- (als Herausgeber): Fleischers Briefe an Hassler. Aus den Jahren 1823 bis 1870 nach den Ulmer Originalen, Mohr, Tübingen 1914.